# Élections législatives comoriennes de 1978
Les élections législatives comoriennes de 1978 ont lieu les 8 et 15 décembre 1978  afin d'élire les membres de la première Assemblée fédérale des Comores. 
38 circonscriptions électorales élisent un député au scrutin majoritaire à deux tours pour un mandat de cinq ans, le candidat devant être élu à la majorité absolue au premier ou deuxième tour. La Grande Comore comprend 18 circonscriptions, Anjouan 15 circonscriptions et Mohéli 5 circonscriptions. Les candidats se présentent à titre indépendant, ne se réclamant d'aucun parti politique.